# Coupe européenne des nations FIRA de rugby à XV 1972-1973
Navigation
Coupe européenne des nations FIRA 1971-1972 Trophée européen FIRA 1973-1974
La Coupe européenne des nations FIRA 1972-1973 est une compétition qui réunit les nations de la FIRA–AER qui ne participent pas au Tournoi des Cinq Nations, mais en présence des équipes de France B et du Maroc.
La Pologne est promue en division A.

## Équipes participantes
Division A
- Espagne
- France A
- Maroc
- Roumanie

| Division B1 - Italie - Portugal - Yougoslavie | Division B2 - Pologne - Tchécoslovaquie |

## Division A

### Classement
| Rang | Pays     | J | V | N | D | Pm  | Pe  | Diff | Pts |
| ---- | -------- | - | - | - | - | --- | --- | ---- | --- |
| 1    | France A | 3 | 3 | 0 | 0 | 118 | 35  | +83  | 9   |
| 2    | Roumanie | 3 | 2 | 0 | 1 | 91  | 37  | +54  | 7   |
| 3    | Espagne  | 3 | 1 | 0 | 2 | 56  | 55  | +1   | 5   |
| 4    | Maroc    | 3 | 0 | 0 | 3 | 24  | 162 | -138 | 3   |

|  | Vainqueur de la compétition (no 1). |

### Matchs joués
| 26 novembre 1972 | Roumanie | 6 - 15 (0 - 15) | France B | Constanța 6,000 spectateurs Arbitre : R.R. Young |
| 26 novembre 1972 |          |                 |          | Constanța 6,000 spectateurs Arbitre : R.R. Young |
| 26 novembre 1972 |          |                 |          | Constanța 6,000 spectateurs Arbitre : R.R. Young |

| 3 mars 1973 | Maroc | 6 – 73 | France B | Casablanca |
| 3 mars 1973 |       |        |          | Casablanca |
| 3 mars 1973 |       |        |          | Casablanca |

| 11 mars 1973 | Maroc | 9 – 20 | Espagne | Casablanca |
| 11 mars 1973 |       |        |         | Casablanca |
| 11 mars 1973 |       |        |         | Casablanca |

| 14 avril 1973 | Roumanie | 16 – 3 (10 - 0) | Espagne | Constanța 5,000 spectateurs Arbitre : J. Saintguilhem |
| 14 avril 1973 |          |                 |         | Constanța 5,000 spectateurs Arbitre : J. Saintguilhem |
| 14 avril 1973 |          |                 |         | Constanța 5,000 spectateurs Arbitre : J. Saintguilhem |

| 22 avril 1973 | Roumanie | 69 – 9 (33 - 6) | Maroc | Bucarest 3,000 spectateurs Arbitre : G. Genet |
| 22 avril 1973 |          |                 |       | Bucarest 3,000 spectateurs Arbitre : G. Genet |
| 22 avril 1973 |          |                 |       | Bucarest 3,000 spectateurs Arbitre : G. Genet |

| 30 juin 1973 | Espagne | 23 – 30 | France B | Barcelone |
| 30 juin 1973 |         |         |          | Barcelone |
| 30 juin 1973 |         |         |          | Barcelone |

## Division B

### Poule 1

#### Classement
| Rang | Pays        | J | V | N | D | Pm | Pe | Diff | Pts |
| ---- | ----------- | - | - | - | - | -- | -- | ---- | --- |
| 1    | Portugal    | 2 | 1 | 1 | 0 | 12 | 9  | +3   | 5   |
| 2    | Italie      | 2 | 1 | 0 | 1 | 19 | 21 | -2   | 4   |
| 3    | Yougoslavie | 2 | 0 | 1 | 1 | 15 | 16 | -1   | 3   |

|  | Qualifiée pour la finale (no 1). |

#### Matchs joués
| 26 novembre 1972 | Italie                       | 13 – 12 (9 - 6) | Yougoslavie                        | Aoste Arbitre : Dubernet |
| 26 novembre 1972 | Essai(s) : 1 Pénalité(s) : 3 |                 | Essai(s) : 2 Transformation(s) : 2 | Aoste Arbitre : Dubernet |
| 26 novembre 1972 |                              |                 |                                    | Aoste Arbitre : Dubernet |

| 25 février 1973 | Portugal                                           | 9 – 6 (0 - 6) | Italie          | Coimbra Arbitre : Fiuza |
| 25 février 1973 | Essai(s) : 1 Transformation(s) : 1 Pénalité(s) : 1 |               | Pénalité(s) : 2 | Coimbra Arbitre : Fiuza |
| 25 février 1973 |                                                    |               |                 | Coimbra Arbitre : Fiuza |

| 8 avril 1973 | Yougoslavie | 3 – 3 | Portugal | Makarska |
| 8 avril 1973 |             |       |          | Makarska |
| 8 avril 1973 |             |       |          | Makarska |

### Poule 2

#### Classement
| Rang | Pays            | J | V | N | D | Pm | Pe | Diff | Pts |
| ---- | --------------- | - | - | - | - | -- | -- | ---- | --- |
| 1    | Pologne         | 2 | 1 | 0 | 1 | 29 | 25 | +4   | 4   |
| 2    | Tchécoslovaquie | 2 | 1 | 0 | 1 | 25 | 29 | -4   | 4   |

|  | Qualifiée pour la finale (no 1). |

#### Matchs joués
| 8 octobre 1972 | Pologne | 23 – 9 | Tchécoslovaquie | Varsovie |
| 8 octobre 1972 |         |        |                 | Varsovie |
| 8 octobre 1972 |         |        |                 | Varsovie |

| 7 avril 1973 | Tchécoslovaquie | 16 – 6 | Pologne | Prague |
| 7 avril 1973 |                 |        |         | Prague |
| 7 avril 1973 |                 |        |         | Prague |

### Poule finale

#### Classement
| Rang | Pays     | J | V | N | D | Pm | Pe | Diff | Pts |
| ---- | -------- | - | - | - | - | -- | -- | ---- | --- |
| 1    | Pologne  | 2 | 1 | 0 | 1 | 38 | 26 | +12  | 4   |
| 2    | Portugal | 2 | 1 | 0 | 1 | 26 | 38 | -12  | 4   |

|  | Promu en division A (no 1). |

#### Matchs joués
| 22 avril 1973 | Pologne | 35 – 13 | Portugal | Varsovie |
| 22 avril 1973 |         |         |          | Varsovie |
| 22 avril 1973 |         |         |          | Varsovie |

| 13 mai 1973 | Portugal | 13 – 3 | Pologne | Coimbra |
| 13 mai 1973 |          |        |         | Coimbra |
| 13 mai 1973 |          |        |         | Coimbra |